# Herta Anitaș
Herta Anitaș (ur. 18 sierpnia 1962 w Timișoarze) – rumuńska wioślarka. Dwukrotna medalistka olimpijska z Seulu.
Zawody w 1988 były jej jedynymi igrzyskami olimpijskimi. Zdobyła srebro w ósemce oraz brąz w czwórce ze sternikiem.  W 1986 była brązową medalistką mistrzostw świata w ósemce. 